# Championnat du monde de badminton par équipes masculines 1994
Navigation
Kuala Lumpur 1992 Hong Kong 1996
La 18e édition du championnat du monde de badminton par équipes masculines, appelé également Thomas Cup, a lieu en mai 1994 à Jakarta en Indonésie.

## Format de la compétition
51 nations participent à la Thomas Cup. À l'issue d'une phase de qualifications, 6 équipes accèdent à la phase finale où elles sont rejointes par le tenant du titre et le pays organisateur qui sont qualifiés d'office.
Ces 8 nations sont placées dans 2 groupes de 4 équipes, où chacune rencontre les 3 autres. Les deux premiers se qualifient pour des demi-finales croisées.
Chaque rencontre se joue en 5 matches : 3 simples et 2 doubles qui peuvent être joués dans n'importe quel ordre (accord entre les équipes).

## Qualifications
- Qualifié pour la phase finale

### A Glasgow, Écosse
| Groupe A           | Groupe A | Groupe A       |
| ------------------ | -------- | -------------- |
| Biélorussie        | 4-1      | Irlande        |
| Biélorussie        | 5-0      | Slovénie       |
| Biélorussie        | 3-2      | Pays de Galles |
| Pays de Galles     | 3-2      | Irlande        |
| Pays de Galles     | 5-0      | Slovénie       |
| Irlande            | 5-0      | Slovénie       |
| Groupe B           |          |                |
| Norvège            | 5-0      | Israël         |
| Norvège            | 5-0      | Afrique du Sud |
| Norvège            | 3-2      | États-Unis     |
| États-Unis         | 5-0      | Israël         |
| États-Unis         | 4-1      | Afrique du Sud |
| Afrique du Sud     | 5-0      | Israël         |
| Groupe C           |          |                |
| Islande            | 5-0      | Espagne        |
| Islande            | 5-0      | Bulgarie       |
| Islande            | 5-0      | Barbade        |
| Bulgarie           | 4-1      | Espagne        |
| Bulgarie           | 5-0      | Barbade        |
| Espagne            | 5-0      | Barbade        |
| Groupe D           |          |                |
| Autriche           | 5-0      | Chypre         |
| Autriche           | 5-0      | France         |
| Autriche           | 5-0      | Belgique       |
| France             | 5-0      | Chypre         |
| France             | 4-1      | Belgique       |
| Belgique           | 5-0      | Chypre         |
| Groupe E           |          |                |
| Pologne            | 5-0      | Slovaquie      |
| Pologne            | 4-1      | Portugal       |
| Pologne            | 5-0      | Guatemala      |
| Portugal           | 4-1      | Slovaquie      |
| Portugal           | 5-0      | Guatemala      |
| Guatemala          | 3-2      | Slovaquie      |
| Groupe F           |          |                |
| Suisse             | 4-1      | Tchéquie       |
| Suisse             | 4-1      | Pérou          |
| Suisse             | 5-0      | Italie         |
| Pérou              | 3-2      | Tchéquie       |
| Pérou              | 5-0      | Italie         |
| République tchèque | 5-0      | Italie         |

| Groupe W   | Groupe W | Groupe W    |
| ---------- | -------- | ----------- |
| Danemark   | 5-0      | Russie      |
| Danemark   | 5-0      | Autriche    |
| Danemark   | 5-0      | Biélorussie |
| Russie     | 4-1      | Autriche    |
| Russie     | 5-0      | Biélorussie |
| Autriche   | NC       | Biélorussie |
| Groupe X   |          |             |
| Finlande   | 3-2      | Pays-Bas    |
| Finlande   | 3-2      | Canada      |
| Finlande   | 5-0      | Suisse      |
| Pays-Bas   | 5-0      | Canada      |
| Pays-Bas   | 4-1      | Suisse      |
| Canada     | NC       | Suisse      |
| Groupe Y   |          |             |
| Angleterre | 5-0      | Écosse      |
| Angleterre | 5-0      | Islande     |
| Angleterre | 5-0      | Pologne     |
| Écosse     | 5-0      | Islande     |
| Écosse     | 4-1      | Pologne     |
| Pologne    | 3-2      | Islande     |
| Groupe Z   |          |             |
| Suède      | NC       | Allemagne   |
| Suède      | NC       | Norvège     |
| Suède      | NC       | Biélorussie |
| Allemagne  | NC       | Norvège     |
| Allemagne  | NC       | Biélorussie |
| Norvège    | NC       | Biélorussie |

| Demi-finales    | Demi-finales | Demi-finales |
| --------------- | ------------ | ------------ |
| Danemark        | 4-1          | Finlande     |
| Suède           | 3-2          | Angleterre   |
| Troisième place |              |              |
| Finlande        | 3-2          | Angleterre   |
| Finale          |              |              |
| Danemark        | 4-1          | Suède        |

### A Singapour
| Groupe A  | Groupe A | Groupe A  |
| --------- | -------- | --------- |
| Singapour | 5-0      | Iran      |
| Singapour | 3-2      | Sri Lanka |
| Sri Lanka | 5-0      | Iran      |
| Groupe B  |          |           |
| Inde      | 5-0      | Mexique   |
| Inde      | 5-0      | Pakistan  |
| Pakistan  | 5-0      | Mexique   |
| Groupe C  |          |           |
| Australie | 5-0      | Macao     |
| Australie | 5-0      | Népal     |
| Australie | 5-0      | Maurice   |
| Maurice   | 4-1      | Macao     |
| Maurice   | 4-1      | Népal     |
| Macao     | 3-2      | Népal     |

| Groupe X       | Groupe X | Groupe X       |
| -------------- | -------- | -------------- |
| Corée du Sud   | 4-1      | Taipei chinois |
| Corée du Sud   | 4-1      | Inde           |
| Corée du Sud   | 5-0      | Singapour      |
| Taipei chinois | 4-1      | Inde           |
| Taipei chinois | 5-0      | Singapour      |
| Inde           | 4-1      | Singapour      |
| Groupe Y       |          |                |
| Chine          | 5-0      | Australie      |
| Chine          | 5-0      | Thaïlande      |
| Chine          | 4-1      | Japon          |
| Thaïlande      | 5-0      | Japon          |
| Thaïlande      | 5-0      | Australie      |
| Japon          | 5-0      | Australie      |

| Demi-finales    | Demi-finales | Demi-finales   |
| --------------- | ------------ | -------------- |
| Corée du Sud    | 5-0          | Thaïlande      |
| Chine           | 5-0          | Taipei chinois |
| Troisième place |              |                |
| Thaïlande       | 4-1          | Taipei chinois |
| Finale          |              |                |
| Chine           | 3-2          | Corée du Sud   |

## Tournoi final

### Pays participants
| Confédération   | Pays                         |
| --------------- | ---------------------------- |
| Asie            | Chine Corée du Sud Thaïlande |
| Europe          | Danemark Suède Finlande      |
| Tenant du titre | Indonésie                    |
| Pays hôte       | Malaisie                     |

### Phase de groupes

#### Groupe A
| Équipe    | J | G | P |
| --------- | - | - | - |
| Indonésie | 3 | 3 | 0 |
| Chine     | 3 | 2 | 1 |
| Suède     | 3 | 1 | 2 |
| Finlande  | 3 | 0 | 3 |

| Résultats | Résultats | Résultats |
| --------- | --------- | --------- |
| Indonésie | 5-0       | Finlande  |
| Indonésie | 5-0       | Chine     |
| Indonésie | 5-0       | Suède     |
| Chine     | 5-0       | Finlande  |
| Chine     | 4-1       | Suède     |
| Suède     | 5-0       | Finlande  |

#### Groupe B
| Équipe       | J | G | P |
| ------------ | - | - | - |
| Malaisie     | 3 | 3 | 0 |
| Corée du Sud | 3 | 2 | 1 |
| Danemark     | 3 | 1 | 2 |
| Thaïlande    | 3 | 0 | 3 |

| Résultats    | Résultats | Résultats    |
| ------------ | --------- | ------------ |
| Malaisie     | 4-1       | Danemark     |
| Malaisie     | 5-0       | Thaïlande    |
| Malaisie     | 3-2       | Corée du Sud |
| Corée du Sud | 3-2       | Danemark     |
| Corée du Sud | 4-1       | Thaïlande    |
| Danemark     | 5-0       | Thaïlande    |

### Phase finale

#### Tableau
|  | Demi-finales | Demi-finales |           |   | Finale | Finale |
|  | Demi-finales | Demi-finales |           |   | Finale | Finale |
|  |              |              |           |   |        |        |
|  |              |              |           |   |        |        |
|  |              |              |           |   |        |        |
|  | Indonésie    | 4            |           |   |        |        |
|  | Indonésie    | 4            |           |   |        |        |
|  | Corée du Sud | 1            |           |   |        |        |
|  | Corée du Sud | 1            | Indonésie | 3 |        |        |
|  |              |              | Indonésie | 3 |        |        |
|  |              | Malaisie     | 0         |   |        |        |
|  | Chine        | Malaisie     | 0         | 1 |        |        |
|  | Chine        |              |           | 1 |        |        |
|  | Malaisie     | 4            |           |   |        |        |
|  | Malaisie     | 4            |           |   |        |        |

#### Finale
| 2 mai 1994 | Indonésie                        | 3 - 0 | Malaisie                        | Score             |
| ---------- | -------------------------------- | ----- | ------------------------------- | ----------------- |
| SH         | Heryanto Arbi                    | 1-0   | Rashid Sidek                    | 15-6, 15-11       |
| DH         | Rudy Gunawan / Bambang Suprianto | 1-0   | Cheah Soon Kit / Soo Beng Kiang | 15-10, 6-15, 15-8 |
| SH         | Ardy Wiranata                    | 1-0   | Ong Ewe Hock                    | 15-11, 15-5       |
| DH         | Ricky Subagja / Rexy Mainaky     | -     | ?                               | non joué          |
| DH         | Hermawan Susanto                 | -     | ?                               | non joué          |